# Greet Meulemeester
Greet Meulemeester (5 september 1969) is een Belgisch voormalig atlete, die was gespecialiseerd in het kogelstoten.

## Biografie
Meulemeester was achtereenvolgens aangesloten bij Houtland Atletiekclub, Stars en AT'84 Zwijndrecht, maar keerde terug naar Houtland AC, waar ze jeugdtrainster en sinds 2010 ook voorzitter werd. In deze hoedanigheid volgde ze Wilfried Vantyghem op.
Ze was aanvankelijk hoogspringster. In 1985 veroverde ze in deze discipline de Belgische titel bij de scholieren en twee jaar later bij de junioren. In 1991 werd ze een eerstemaal Belgisch kampioene in het kogelstoten. Tussen 1991 en 1999 veroverde ze negen opeenvolgende titels. Indoor veroverde Meulemeester tussen 1990 en 1999 tien opeenvolgende titels. 
In 1994 nam ze deel aan de Europese indoorkampioenschappen, waar ze uitgeschakeld werd in de kwalificaties. In 1990 verbeterde ze voor het eerst het Belgisch indoorrecord kogelstoten. Tot 1997 bracht ze dit record in verschillende stappen naar 16,90 m. Een record dat 26 jaar zou standhouden tot Jolien Boumkwo het in 2023 verbeterde. Eveneens in 1997 verbeterde Meulemeester het outdoorrecord van Brigitte De Leeuw met drie centimeter naar 16,30.
Daarnaast was Meulemeester ook actief in het gewichtheffen. Zo werd ze tweemaal Belgisch kampioene en verbeterde enkele malen de Belgische records in haar gewichtsklasse. 
Van beroep is ze leerkracht Lichamelijke opvoeding. Ze heeft een relatie met Jordy Beernaert. Hun dochters Maité en Manon zijn eveneens actief in de atletiek.

## Palmares

### Belgische kampioenschappen
Outdoor
| Onderdeel   | Jaar                                                 |
| ----------- | ---------------------------------------------------- |
| kogelstoten | 1991, 1992, 1993, 1994, 1995, 1996, 1997, 1998, 1999 |

Indoor
| Onderdeel   | Jaar                                                       |
| ----------- | ---------------------------------------------------------- |
| kogelstoten | 1990, 1991, 1992, 1993, 1994, 1995, 1996, 1997, 1998, 1999 |

### Medailles
- 1989:  BK indoor AC – 13,47 m
- 1990:  BK indoor AC – 15,03 m
- 1991:  BK indoor AC – 15,57 m
- 1991:  BK AC – 15,83 m
- 1992:  BK indoor AC – 15,28 m
- 1992:  BK AC – 15,47 m
- 1993:  BK indoor AC – 15,26 m
- 1993:  BK AC – 15,63 m
- 1994:  BK indoor AC – 16,37 m (NR)
- 1994: 12e kwal. EK indoor in Parijs – 15,54 m
- 1994:  BK AC – 15,56 m
- 1995:  BK indoor AC – 16,31 m
- 1995:  BK AC – 15,65 m
- 1996:  BK AC – 15,61 m
- 1997:  BK AC – 15,92 m
- 1998:  BK AC – 15,91 m
- 1999:  BK AC – 15,16 m

### Persoonlijke records
| Onderdeel             | Prestatie       | Datum            | Plaats  |
| --------------------- | --------------- | ---------------- | ------- |
| kogelstoten (outdoor) | 16,30 m (ex-NR) | 18 juli 1997     | Beveren |
| kogelstoten (indoor)  | 16,90 m (ex-NR) | 23 februari 1997 | Hoboken |